# Orgeln der Basilika St. Martin (Weingarten)

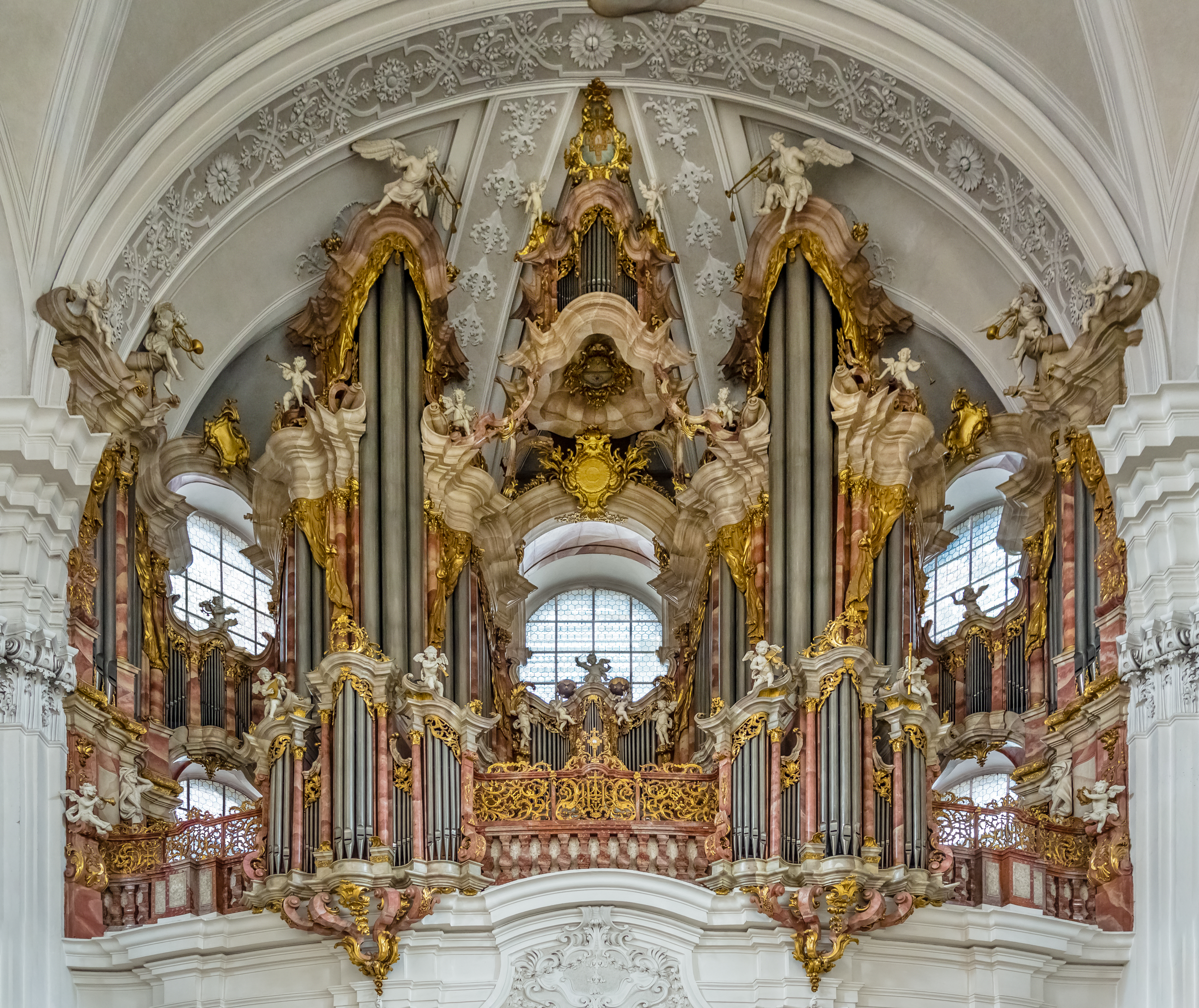
Frontansicht

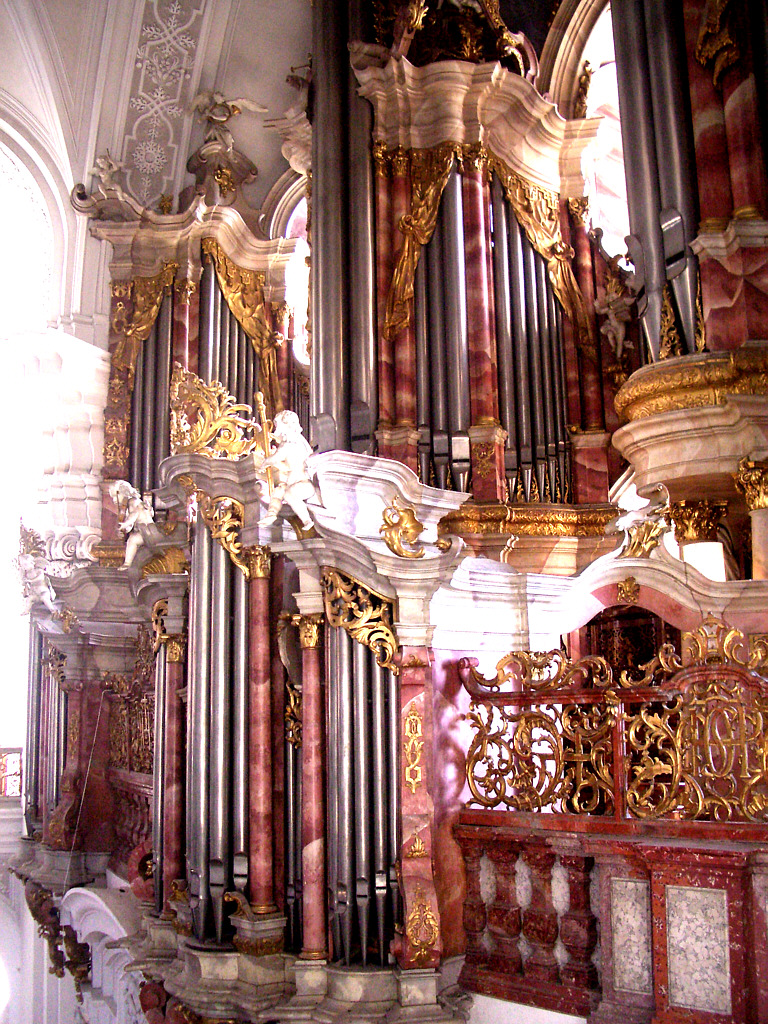
Ansicht von der Empore

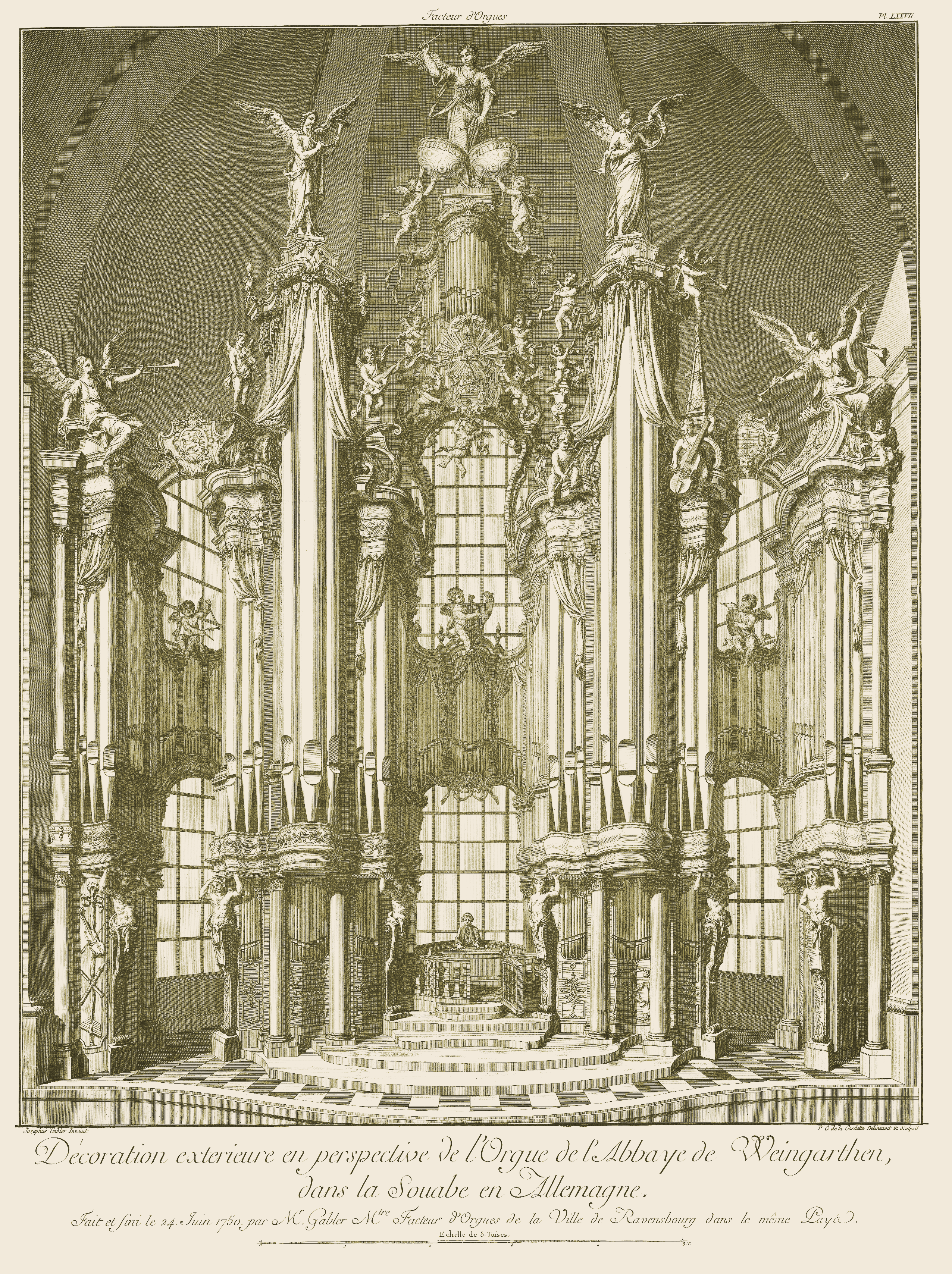
Prospekt, Stich von 1766 (Dom Bédos)

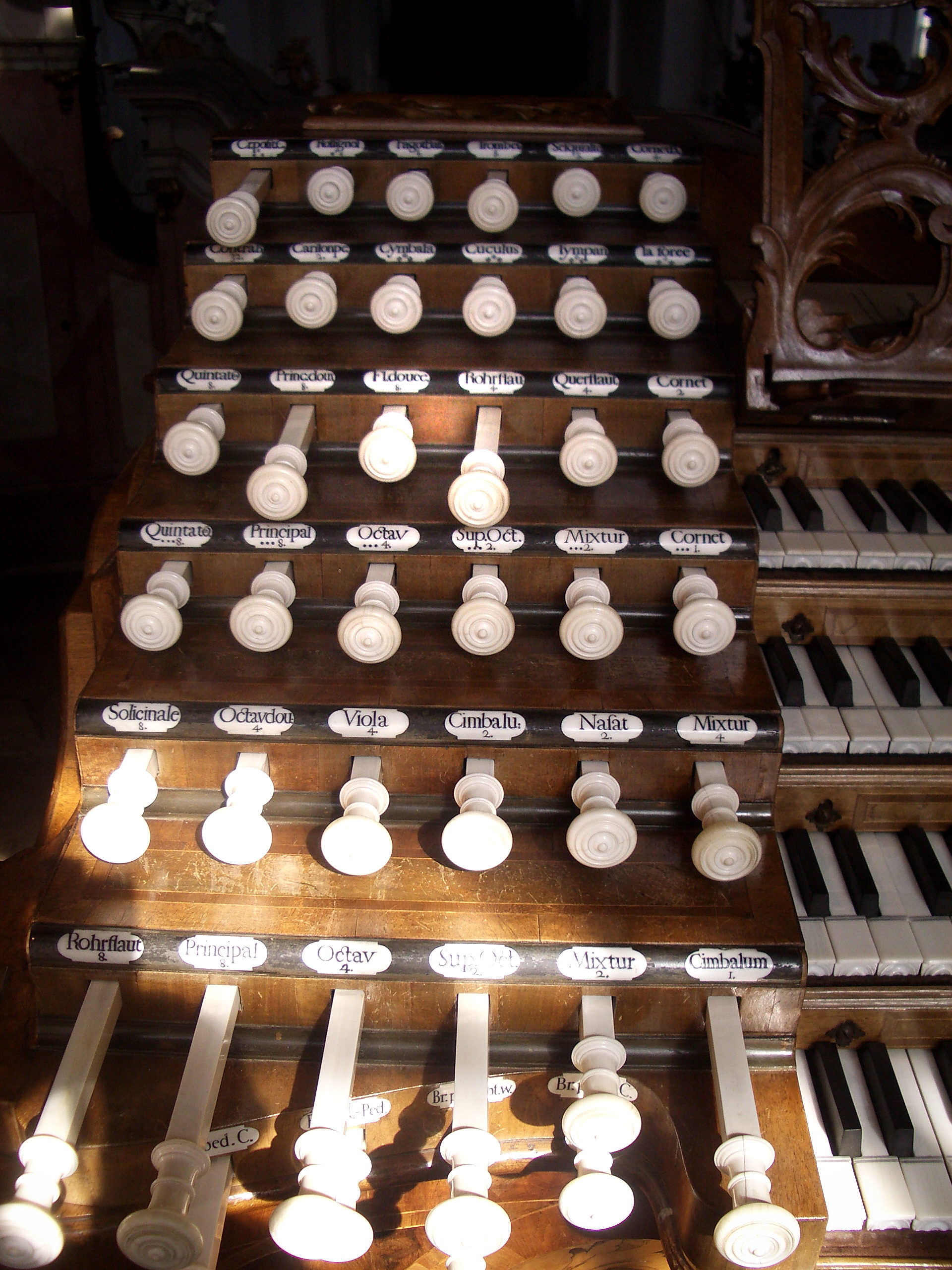
Registerzüge (links)

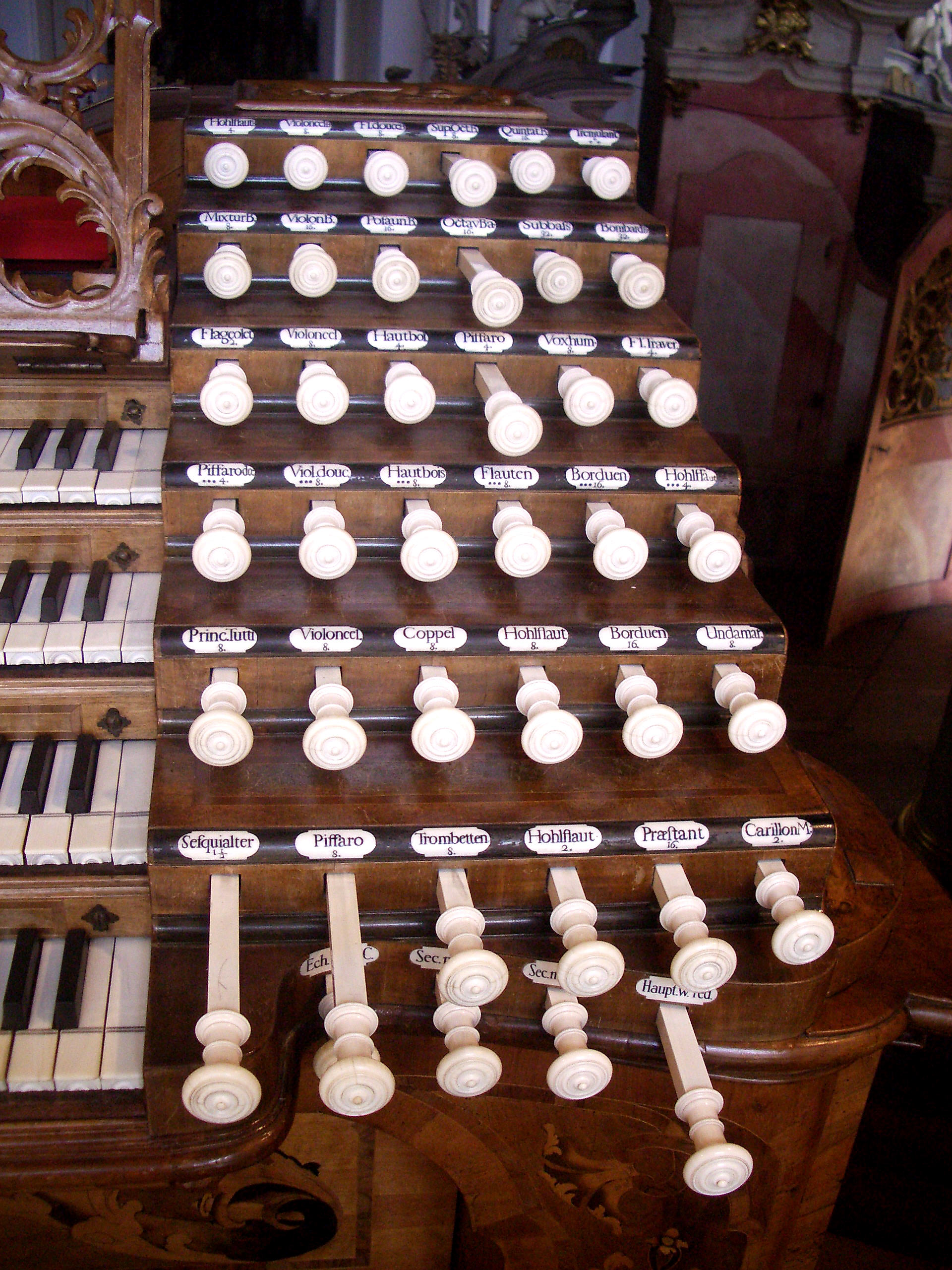
Registerzüge (rechts)

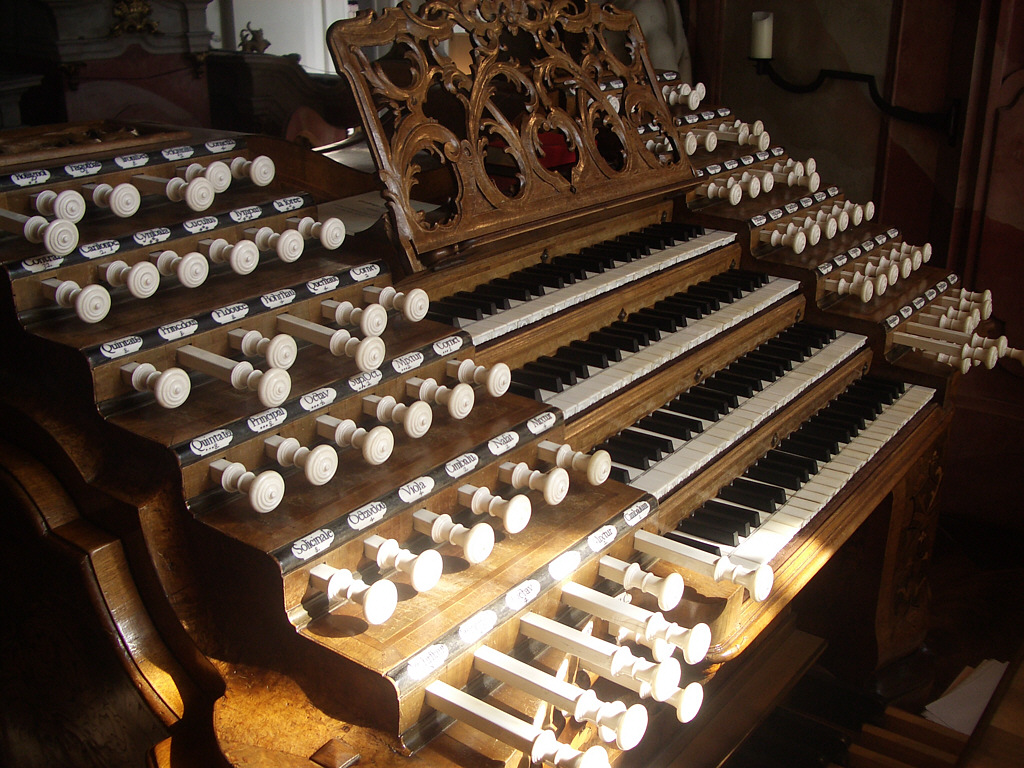
Spieltisch

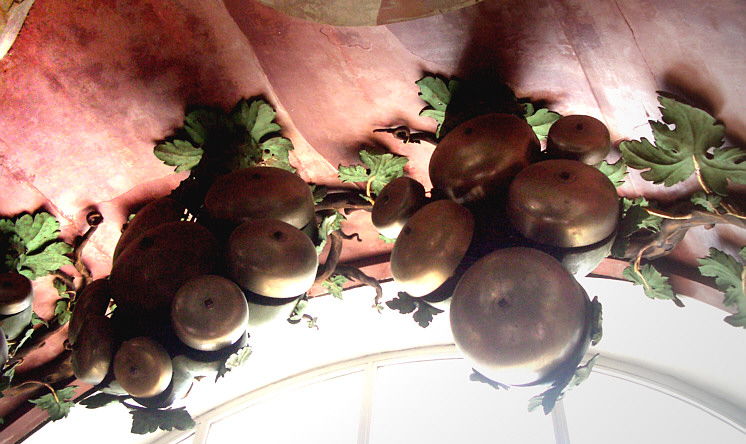
Pedalglocken hinter dem Spieltisch

Die Orgeln der Basilika St. Martin in Weingarten (Württemberg), der ehemaligen Klosterkirche der Abtei Weingarten, wurden in den Jahren 1737 bis 1750 von Joseph Gabler erbaut. Neben der Großen Orgel gibt es in der Kirche noch die kleinere Chororgel, die 1743 ebenfalls von Joseph Gabler errichtet wurde, inzwischen aber mehrfach völlig überarbeitet bzw. neu gebaut wurde. Die imposante Hauptorgel ist weitgehend erhalten und gehört zu den berühmtesten Orgeln in Deutschland.

## Hauptorgel

### Baugeschichte

#### Neubau durch Gabler 1737–1750
Am 6. Juli 1737 wurde ein erster Vertrag mit Gabler geschlossen, der jedoch bis zur endgültigen Fertigstellung der Orgel mehrfach grundlegend revidiert wurde. Der Orgelbau gestaltete sich durch einen zwischenzeitlichen Brand der Klostergebäude und immense finanzielle Schwierigkeiten der Abtei äußerst langwierig und zermürbend. Erschwerend kam hinzu, dass Gabler ein zwar hervorragender Orgelbauer, aber offenbar äußerst schlechter Geschäftsmann war, der weder ein Gespür für Geld besaß, noch imstande war, Termine einzuhalten, was dazu führte, dass er sich durch diesen Orgelbau nachhaltig ruinierte. Die Orgelweihe fand erst am 24. Juni 1750 statt.
Das Grundproblem, das sich Gabler stellte und das er geradezu genial löste, war, auf der Westempore der Kirche ein monumentales Orgelwerk zu errichten, ohne dabei die vorhandenen sechs Fenster zu verdecken. Vielleicht ließ Abt Dominikus II. Schnitzer nach dem Vorbild von Weingarten 1749 die Orgel in der Salzburger Wallfahrtskirche Maria Plain auf seine Kosten umbauen, um das Emporen-Fenster wieder freizulegen, damit „der Sonne Schein ein freierer Durchgang [gewährt] ist“, wie dort noch immer am Gehäuse abgelesen werden kann. Nach dem Vorbild der Weingartener Orgel löste später Johann Nepomuk Holzhey das analoge Problem beispielsweise in Neresheim auf die gleiche Art.
Die Orgel weist einige besondere Charakteristika auf: Die Prinzipalpfeifen sind generell eng bis sehr eng mensuriert, was den Klang relativ verhalten, aber auch herb macht. Es wurde lange darüber gerätselt, warum Gabler die Mensuren der Pfeifen grundsätzlich erheblich enger nahm, als man angesichts eines so großen zu füllenden Raumes hätte annehmen sollen. Zeitweilig vermutete man hier eine Unfähigkeit Gablers und tatsächlich wurde Gablers orgelbauerisches Können bereits zu seinen Lebzeiten in Frage gestellt, während man seine Fähigkeiten als Schreiner einhellig für überragend hielt („…in welchem er ein Ausbund Meister ist…“). Heute nimmt man hingegen zu Gablers Gunsten oft ästhetische Gründe für die Mensurierung an und vermutet, er habe einen eher verhaltenen, intimen, milden Klang gewollt und kein pompöses Brausen. Um der Orgel trotz der engen Mensurierung eine gewisse Klangkraft und Fülle zu verleihen, besetzte Gabler viele Stimmen mehrchörig, dies sogar bei Grundstimmen. Ohnehin mehrchörige Register wie Mixturen erhielten eine ungewöhnlich hohe Chorzahl. Trotzdem ist die Orgel für ihren milden, kammermusikalischen Klang bekannt, der selbst im Plenum eine gewisse Introvertiertheit beibehält.
Bemerkenswert ist auch die hohe Anzahl an Grundstimmen, von denen wieder viele zur Familie der Streicher zu rechnen sind. Gabler griff hier eine im barocken süddeutschen Orgelbau vorhandene Tendenz auf und erweiterte sie ins Monumentale.
Erwähnenswert sind auch die reichlich vorhandenen „Spielregister“: Cuculus (Kuckucksruf), Rossignol (Nachtigallen-Gesang), Pauken, zwei Glockenspiele und die 49-chörige Mixtur „La Force“ („Die Kraft“), die einzig auf den Ton C des Pedals wirkt. Während das Manual-Glockenspiel im Spieltisch eingebaut ist, sind die Schalenglocken des Pedal-Glockenspiels oberhalb des Spieltisches kunstvoll zu Weintrauben-Bündeln (Weingarten – die Gegend nördlich des Bodensees ist ein Weinanbaugebiet) angeordnet.
Die Orgel ist auch sowohl rein handwerklich als auch technisch ein einmaliges Meisterwerk. Der freistehende Spieltisch, einer der frühesten Vertreter seiner Art überhaupt, ist überreich mit kunstvollen Intarsien verziert und besitzt Registerzüge aus massivem Elfenbein. Die äußerst aufwändige Führung der mechanischen Ton- und Registertraktur sucht ihresgleichen, hat jedoch eine relativ unkomfortable Spielweise zur Folge.
Allerdings scheiterte Gabler an mehreren Punkten seiner letztlich für damalige Verhältnisse zu komplexen Konzeption: Das hoch oben unter dem Gewölbe aufgehängte Kronwerk konnte nie ausreichend mit Wind versorgt werden und wurde daher nur mit einer stark reduzierten Disposition realisiert. Ebenso scheiterte Gabler an der Herstellung der Bombarde 32′, die durch ihn selbst zu einer zweiten 16′-Zunge umfunktioniert wurde.
Über den Orgelbau existieren mehrere Sagen, von denen die „Vox-humana-Sage“ die wohl berühmteste ist:

„Gabler arbeitete jahrelang daran, die menschliche Stimme nachzuahmen. Doch trotz aller Anstrengungen misslangen alle seine Versuche. Er bearbeitete die verschiedensten Holzarten und Metallmischungen, jedoch ohne den gewünschten Erfolg. Da flüsterte ihm der Böse bei Nacht ins Ohr, dass er ihm helfe, wenn er ihm seine Seele verschreibe.

Gabler ging darauf ein und in einer stürmischen Nacht schlich sich Gabler aus dem Kloster fort an den vereinbarten Platz. Und der Leibhaftige erschien tatsächlich, Gabler verschrieb dem Teufel mit seinem Blut die Seele und erhielt dafür ein Stück Metall, das er zum Pfeifenguss verwenden sollte.

Die Pfeife wurde gegossen und tatsächlich erklang die Vox humana wie eines Menschen Stimme. Doch sein Glück währte nicht lange. Die Mönche waren von dem Gesang so verwirrt, dass sie den Gottesdiensten nicht mehr mit Andacht folgen konnten. Der Abt lässt Gabler vorführen und der gesteht die Tat. Es wird Gabler der Prozess gemacht und er soll samt dem Teufelsregister verbrannt werden. Vorher sollte er aber einen würdigen Ersatz herstellen. Dieser gelang Gabler so gut, dass der Abt ihm gnädig das Leben schenkte.

Weiterhin baute Gabler angeblich ein (versteckt angebrachtes, und durchaus notwendiges) Sperrventil zur Regulierung der Windzufuhr in die Orgel ein. Bei Streitigkeiten mit dem Kloster (die Bezahlung seiner Arbeit durch den Auftraggeber soll sehr dürftig gewesen sein!) drohte er der Überlieferung zufolge, die Orgel damit lahmzulegen.“

Bei der Restaurierung durch Kuhn konnte keine Spur eines solchen Sperrventils gefunden werden, da dies bereits bei früheren Umbauten (vermutlich durch Weigle) entfernt worden war. Bei der Restaurierung wurde jedoch ein solches Ventil an einem geheimen Ort wieder eingebaut.

#### Umbauten 1878–1954
1878 baute Carl G. Weigle, dessen Firma seit 1861 für die Instandhaltung des Instruments zuständig war, für das I. und II. Manual sowie für das Pedal Barkerhebel ein. Wie Smets berichtete, sei im Jahre 1905 die Orgel plötzlich unspielbar gewesen und habe „nur ein Wimmern hören lassen“; nach zweitägiger Suche habe man den Geheimhebel, der mittels Zug die Orgel wieder zum Klingen bringt, entdeckt – diesen habe der Meister vorgesehen, „um im Fall eines Streits die letzte Karte auszuspielen“. 1908–1910 baute Weigle ein elektrisches Gebläses samt Magazinbalg ein („großer Umbau“). Schließlich erfolgte ein weiterer Eingriff im Jahr 1912, als der Tonumfang auf elektrischen Kegelladen (Pedal C–d1) erweitert wurde. Auf der Seitenempore wurde im Rahmen der Überholungsarbeiten an der Orgel dann ein Hochdruckwerk nach dem patentierten System von Weigle errichtet, um „die Tonkraft“ des als zu schwach empfundenen Instruments zu steigern, wofür separate Registerzüge in den Spieltisch eingebaut wurden. Weigle soll auch den „Geheimhebel“ (also das Sperrventil) an schwer zugänglicher Stelle gefunden haben, woraufhin er entfernt wurde. Später wurde das Kronpositiv mit elektrischer Traktur angeschlossen.
1954 erfolgte eine Generalüberholung durch Steinmeyer, wobei nochmals die Windversorgung geändert und der Pedalumfang von d1 auf f1 erweitert wurde. Im Zuge der Arbeiten wurde das Hochdruckwerk durch ein schwellbares Zusatzwerk mit sieben Registern ersetzt; die Arbeiten übernahmen die Firmen Albert Reiser und Gebr. Späth. Bei der großen Restaurierung wurden diese Zusatzwerke wieder entfernt.

#### Restaurierung durch Kuhn 1981–1983
1983 wurde die insgesamt nur verhältnismäßig wenig veränderte Orgel durch Orgelbau Th. Kuhn AG (Männedorf am Zürichsee) restauriert und dabei größtenteils auf den Stand von 1750 zurückversetzt. Lediglich der originale Pedalumfang wurde von C–g0 auf C–d1 erweitert und die ungleichschwebende Temperatur „entschärft“, um ein breiteres Literaturspiel zu ermöglichen.

#### Werkaufbau
Die sieben Teilwerke der Orgel gliedern sich wie folgt: In den beiden Haupttürmen, die im Prospekt einige 32′-Pfeifen des Contrabaß sowie 16′-Pfeifen des Praestant beherbergen, steht auf der untersten Ebene jeweils in  C- und Cis-Seite aufgeteilt das Hauptwerk, dahinter das Großpedal. Darüber befindet sich beidseitig ohne eigene Prospektpfeifen das Oberwerk. Das Kronpositiv befindet sich weit oberhalb der Orgel über dem oberen Mittelfenster und zeigt die Octav douce im Prospekt. Die Windladen fürs Kronpositiv stehen weiter unterhalb, die Pfeifen dieses Teilwerks werden über Kondukten angesteuert. Die Seitentürme links und rechts der Orgel beherbergen die 16′ Pfeifen des zweifachen Contrabaß. In den verbindenden „Brücken“ steht der Mixturbaß 8′ und in der Brücke direkt über dem Spieltisch die 49-fache Pedalmixtur La Force. Das Echowerk, welches vom dritten Manual aus spielbar ist, ist in den Untergehäusen der beiden Haupttürme untergebracht und kann von der Kirche aus nicht eingesehen werden. Von der Orgelempore selbst sieht man im Prospekt des Echowerks die Hohlflaut. Vom vierten Manual lässt sich das (vom Betrachter aus gesehen) linke der beiden Positive in der Brüstung spielen, das den Principal doux zeigt. Hier im sogenannten Brüstungspositiv befindet sich auch die berühmte Vox humana. Das rechte Positiv gehört zum Brüstungspedal. Den Prospekt bildet hier der Octavbaß 8′.

### Disposition
| I Hauptwerk C–c3 |                     |       |
| 1.               | Praestant           | 16′   |
| 2.               | Principal           | 8′    |
| 3.               | Rohrflaut           | 8′    |
| 4.               | Octav I–II          | 4′    |
| 5.               | Superoctav II       | 2′+1′ |
| 6.               | Hohlflaut           | 2′    |
| 7.               | Mixtur IX–X         | 2′    |
| 8.               | Cimbalum XII        | 1′    |
| 9.               | Sesquialter VIII–IX | 2′    |
| 10.              | Piffaro V–VII       | 8′    |
| 11.              | Trombetten          | 8′    |

| II Oberwerk C–c3 |                  |     |
| 12.              | Borduen II–III   | 16′ |
| 13.              | Principal Tutti  | 8′  |
| 14.              | Violoncell I–III | 8′  |
| 15.              | Coppel           | 8′  |
| 16.              | Hohlflaut        | 8′  |
| 17.              | Unda maris       | 8′  |
| 18.              | Solicinale       | 8′  |
| 19.              | Mixtur IX–XII    | 4′  |

| II Kronpositiv C–c3 |             |       |
| 20.                 | Octav douce | 4′    |
| 21.                 | Viola II    | 4′+2′ |
| 22.                 | Cimbali II  | 2′+1′ |
| 23.                 | Nasat       | 2′    |

| III Echowerk C–c3 |                 |     |
| 24.               | Borduen         | 16′ |
| 25.               | Principal       | 8′  |
| 26.               | Flauten         | 8′  |
| 27.               | Quintatön       | 8′  |
| 28.               | Viola douce     | 8′  |
| 29.               | Octav           | 4′  |
| 30.               | Hohlflaut I–II  | 4′  |
| 31.               | Piffaro doux II | 4′  |
| 32.               | Superoctav      | 2′  |
| 33.               | Mixtur V–VI     | 2′  |
| 34.               | Cornet V–VI     | 1′  |
| 35.               | Hautbois        | 8′  |

| IV Brüstungspositiv C–c3 |                  |    |
| 36.                      | Principal doux   | 8′ |
| 37.                      | Flaut douce      | 8′ |
| 38.                      | Quintatön        | 8′ |
| 39.                      | Violoncell       | 8′ |
| 40.                      | Rohrflaut        | 4′ |
| 41.                      | Querflaut        | 4′ |
| 42.                      | Flaut travers II | 4′ |
| 43.                      | Flageolet        | 2′ |
| 44.                      | Cornet VIII–XI   | 2′ |
| 45.                      | Vox humana       | 8′ |
| 46.                      | Hautbois         | 4′ |
|                          | Carillon         | 2′ |
|                          | Tremulant        |    |

| Hauptpedal C–f1 |                  |         |
| 47.             | Contrabaß II     | 32′+16′ |
| 48.             | Subbaß           | 32′     |
| 49.             | Octavbaß         | 16′     |
| 50.             | Violonbaß II     | 16′+8′  |
| 51.             | Mixturbaß V–VIII | 8′      |
| 52.             | Posaunenbaß      | 16′     |
| 53.             | Bombard          | 16′     |
|                 | La force XLIX    | 4′      |
|                 | Carillon ped.    | 2′      |

| Brüstungspedal C–f1 |                    |     |
| 54.                 | Quintatönbaß       | 16′ |
| 55.                 | Superoctavbaß      | 8′  |
| 56.                 | Flaut douce        | 8′  |
| 57.                 | Violoncellbaß      | 8′  |
| 58.                 | Hohlflautbaß       | 4′  |
| 59.                 | Cornetbass X–XI    | 4′  |
| 60.                 | Sesquialter VI–VII | 3′  |
| 61.                 | Trombetbaß         | 8′  |
| 62.                 | Fagottbaß          | 8′  |

- Koppeln: II/I, III/II, IV/III, IV/I, I/P, II/P, IV/P, Kronpositiv-Copplung, Brustpedal-Copplung
- Effektregister
  - Cuculus (Kuckuck: vier Holzpfeifen mit Windantrieb)
  - Rossignol (Nachtigall: drei Pfeifen in einer Wasserschale im Emporenboden)
  - Tympan (Pauke: drei Holzpfeifen (16') schwebend auf den Ton G gestimmt)
  - Cymbala (drei Glöckchen mit Windantrieb (zusammen mit Cuculus))
- Anmerkungen

1. ↑  (Frz. „Die Kraft“) Ein Effektregister, bei dem nur der tiefste Pedalton (C) durch 49-fache Mixtur verstärkt wird. Es erinnert in Aufbau und Funktion an ein Hornwerk.
2. ↑  Glockenspiel für das Pedal (C–g) und das Manual (f–c3). Die Glocken des Manual-Carillons (Schalenglocken aus Bronze) befinden sich im Spieltisch, die Glocken des Pedal-Carillons sind in Weintraubenform (dem Klosternamen „Weingarten“ entsprechend) über dem Spieltisch angeordnet.

### Technische Daten
- 62 Register, 6890 Pfeifen (der Sage nach 6666 Pfeifen, tatsächlich ohne Pedalerweiterung 6631 Pfeifen).
- Windversorgung:
  - Froschmaul- oder Faltenbälge.
- Windlade: Schleifladen.
- Spieltisch(e):
  - Freistehend.
  - 4 Manuale, Tasten aus Elfenbein; Pedal
  - Registerzüge aus Elfenbein.
- Traktur:
  - Tontraktur: Mechanisch
  - Registertraktur: Mechanisch.

## Chororgel

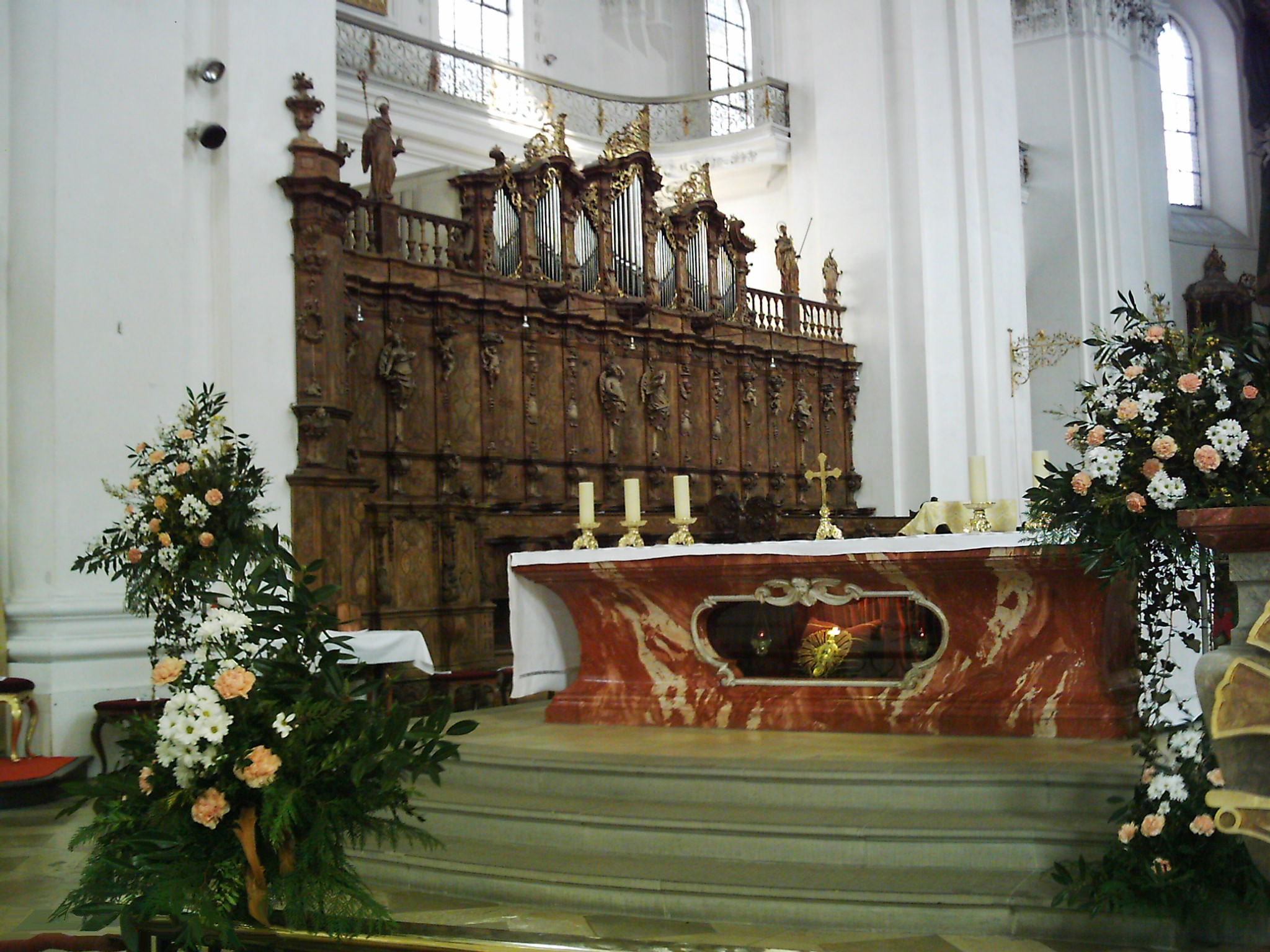
Chororgel (Teil Epistelseite)

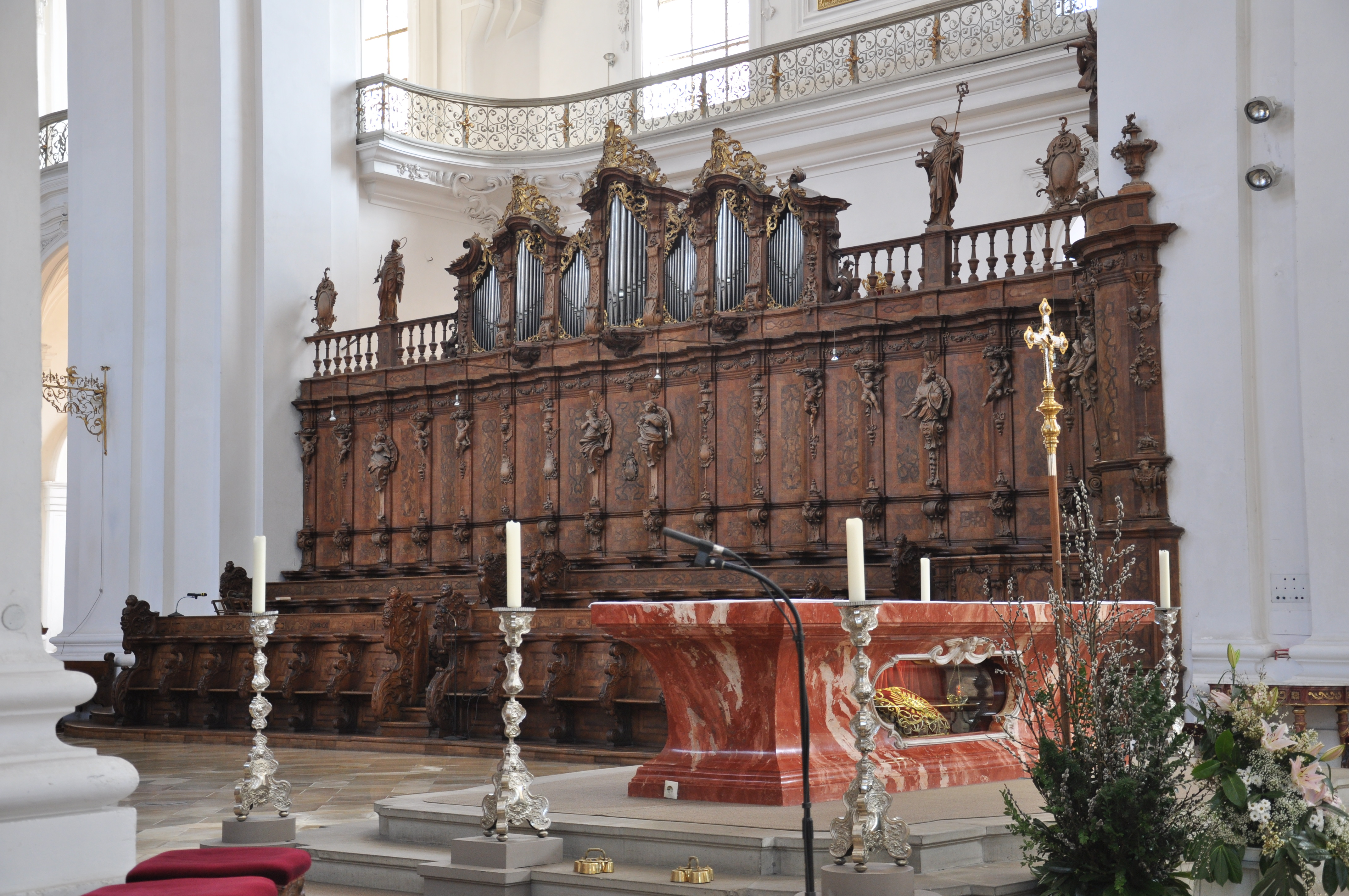
Chororgel (Teil Evangelienseite)

### Baugeschichte
Zwei Jahre bevor die Basilika St. Martin eingeweiht wurde, ging der Auftrag für eine Chororgel bei der schweizerischen Orgelbaufirma Joseph Bossart ein, die das Instrument damals in Form einer Altarorgel mittig in den Chorraum stellte. Schon im Jahre 1730 galt die Orgel als veraltet und so wurde Joseph Gabler, der gerade die Hauptorgel in Ochsenhausen baute, beauftragt, das Instrument zu sanieren. Die Abtei war mit seinen Arbeiten sehr zufrieden und beauftragte ihn 1737 zum Bau der neuen Hauptorgel und einer neuen Chororgel, die nun beidseitig über dem Chorgestühl aufgestellt wurde.
1900 wurde eine neue Chororgel hinter dem alten Prospekt durch die Firma Julius Schwarzbaur erbaut. Sie besaß 22 Register auf zwei Manualen und Pedal. Die Firma Franz Xaver Späth baute 1923/1924 wiederum ein neues Instrument mit 36 Registern. Die heutige Orgel entstand in den Jahren 1934–1937 unter Verwendung des alten Pfeifenbestandes durch die Biberacher Firma Albert Reiser. Im Jahr 2012 restaurierte der Freiburger Orgelbau Hartwig und Tilmann Späth das Instrument in dem gewachsenen Zustand. Von Gabler sind noch das Gehäuse und vier, zwischenzeitlich teilweise stark überarbeitete Register erhalten.

### Disposition
| I Hauptwerk C–a3 |                |       |
| 1.               | Grossprinzipal | 16′   |
| 2.               | Prinzipal      | 8′    |
| 3.               | Weidenpfeife   | 8′    |
| 4.               | Hohlflöte      | 8′ G  |
| 5.               | Quintade       | 8′ G  |
| 6.               | Prästant       | 4′    |
| 7.               | Kleinflöte     | 4′    |
| 8.               | Quinte         | 2 ⁄3′ |
| 9.               | Oberoktave     | 2′    |
| 10.              | Kornett III–V  | 8′    |
| 11.              | Mixtur IV      | 2′    |
| 12.              | Trompete       | 8′    |
| 13.              | Bärpfeife      | 8′    |

| II Schwellwerk 1 C–a3 |                   |       |
| 14.                   | Bourdon           | 16′   |
| 15.                   | Geigend Prinzipal | 8′    |
| 16.                   | Violdigamba       | 8′    |
| 17.                   | Fernflöte         | 8′    |
| 18.                   | Nachthorngedackt  | 8′    |
| 19.                   | Schweitzerflöte   | 4′    |
| 20.                   | Oktave            | 4′    |
| 21.                   | Blockflöte        | 4′    |
| 22.                   | Nassat            | 2 ⁄3′ |
| 23.                   | Rohrflöte         | 2′    |
| 24.                   | Mixtur IV         | 1 ⁄3′ |
| 25.                   | Dulzian           | 16′   |
| 26.                   | Trompete          | 8′    |
| 27.                   | Klarine           | 4′    |

| III Schwellwerk 2 C–a3 |                  |        |
| 28.                    | Hornprinzipal    | 8′     |
| 29.                    | Gemshorn         | 8′     |
| 30.                    | Lieblich Gedackt | 8′     |
| 31.                    | Nachthorn        | 4′     |
| 32.                    | Musikflöte       | 4′     |
| 33.                    | Waldflöte        | 2′     |
| 34.                    | Terz             | 1 3⁄5′ |
| 35.                    | Oberquinte       | 1 ⁄3′  |
| 36.                    | Nachthörnlein    | 1′     |
| 37.                    | Kalomela III     | 2⁄5′   |
| 38.                    | Rankett          | 16′    |
| 39.                    | Oboe             | 8′     |
| 40.                    | Krummhorn        | 8′     |
| 41.                    | Harfenregal      | 8′     |

| Pedal C–f1 |                 |       |
| 42.        | Prinzipalbass   | 16′ G |
| 43.        | Subbass         | 16′   |
| 44.        | Oktavbass       | 8′    |
| 45.        | Gemshornbass    | 8′    |
| 46.        | Choralbass X–XV | 4′ G  |
| 47.        | Oberoktavbass   | 4′    |
| 48.        | Flötbass        | 2′    |
| 49.        | Posaunenbass    | 16′   |
| 50.        | Trompetenbass   | 8′    |
| 51.        | Regalbass       | 2′    |

- Koppeln: I/II, I/III, I/P, II/P, III/P, III/P 4′, P/P 4′
- Spielhilfen: 2 freie Kombinationen, Crescendowalze, Setzerkombination
- G = Gabler, 1743

## Organisten
Stark lückenhaft, da kaum weltliche Organisten bekannt sind:
- Jakob Reiner († 1606)
- Pater Paulus Rummel († 1654)
- Pater Bonifaz Kammerer († 1675)
- Pater Roman Frey († 1694)
- Pater Anselm Sulger († 1675)
- Pater Matthäus Hund († 1727)
- Pater Jakob Merlett († 1727)
- Pater Meingosus Rottach († 1760)
- Pater Roman Meyer († 1762)
- Pater Bernhard Wahl († 1786)
- Pater Meingosus Gaelle (1752–1816)
- Ab 1807: Pater Placidus zu Weingarten († 1819)
- Pater Steyer († 1819)
- 1819–1823 (?): Matthäus Fischer
- Ab 1823: Matthias Gerum († 1869)
- 1861–1885: Ottmar Dreßler († 1885)
- 1885–1893: Karl Gansloser († 1921)
- 1892–1917: Franz Josef Rummel
- 1917–1934: Franz Bärnwick
- 1935–1953: Theodor Lobmiller
- 1954–1999: Heinrich Hamm (1934–2017)
- Seit 2000: Stephan Debeur (* 1965)

## Aufnahmen/Tonträger
- Concert an der historischen Gabler-Orgel (1750) der Basilika Weingarten. Edition Lade EL CD 044. 2008. CD (Stephan Debeur spielt Werke von Händel, Knecht, Haydn, Bach).
- Weihnachtliche Orgelmusik in Weingarten. Audite. 2007. CD (Heinrich Hamm spielt Werke von Bach, Pachelbel, Kauffmann, Buttstedt, Zipoli, Murschhauser, Rathgeber, Ahrens).
- Die Gabler Orgel in Weingarten. Audite. 2007. CD (Gerhard Gnann spielt Werke von Vivaldi, Pachelbel, Knecht, Mozart, Muffat, Bach).
- Ton Koopman spielt Bach. Vol. 1. Novalis. 2006. CD (Orgeln in Leeuwarden, Weingarten und Ottobeuren)
- Orgelmusik süddeutscher Klosterkomponisten des Barock und Rokoko. IFO Organ 7215.2. 2005. CD (Gerhard Weinberger spielt Werke von Metsch, Gass, Büx, Betscher, Gaumer, Lederer, Kayser u. a.).
- Johann Sebastian Bach: Passacaglia BWV 582. Calliope. 2005. CD (André Isoir).
- Johann Ludwig Krebs: Sämtliche Orgelwerke. Vol. 3. Motette. 2002. CD (Beatrice-Maria Weinberger)
- Die historische Gabler-Orgel (1750) der Basilika Weingarten. Edition Lade EL CD 042. 2002. CD (Stephan Debeur spielt Werke von Bach, Eberlin, Krebs, Rheinberger, Knecht, Mendelssohn-Bartholdy).
- Oberschwäbische Orgelmusik aus Barock und Klassik. Edition Lade EL CD 032. 2000. CD (Heinrich Hamm spielt Werke von Schneider, Büx, Kayser, Lederer, Bieling, Rosengart, Knecht, Gaelle u. a.).
- Die Königin der süddeutschen Barockorgeln. Edition Lade EL CD 020. 2000. CD (Günther Fetz spielt Werke von Böhm, Richter, Pachelbel, Pasquini, Poglietti).
- Johann Ludwig Krebs: Organ Works. Vol. 1. Naxos. 2000. CD (Gerhard Gnann).
- Johann Ludwig Krebs: 12 Choralvorspiele. Chr. 1998. CD (Gerhard Weinberger).
- Justin Heinrich Knecht: Orgelwerke. MDG. 1997. CD (Franz Raml).
- Johann Christian Heinrich Rinck: Orgelwerke. Naxos. 1997. CD (Ludger Lohmann).
- Johann Sebastian Bach: Große Orgelwerke an berühmten historischen Instrumenten. Vol. 1. ebs 6012. 1996. CD (Stefan Johannes Bleicher).
- W. Krumbach präsentiert historische Orgeln. Vol. 2. Orch. 1994. CD (Werke von Speth, Walther, Metsch, Paganelli, Scheider).
- Gabler-Orgel, Weingarten. Coronata COR 2213. 1994. CD (Ewald Kooiman spielt Werke von J.S. Bach).
- Piet Kee at Weingarten. Chandos 0520. 1992. CD (Werke von Pachelbel, Walther, Bach).
- U.-Th. Wegele – Zwischen Barock & Rokoko. Tct. 1990. CD (Werke von Krebs, Kittel, C.P.E. Bach, Homilius, W.F. Bach).
- Orgelwerke von Johann Sebastian Bach (1685-1750). Edition Lade EL CD 034. 1985. CD (Heinrich Hamm).
- Die Gabler-Orgel in der Basilika Weingarten. Motette 10801. 1985. CD (Heinrich Hamm spielt Werke von Speth, Muffat, Nauss, Maichelbeck, Marpurg, C. P. E. Bach, Oley, Knecht).
- Die große Gabler-Orgel der Basilika der Benediktinerabtei zu Weingarten. Christophorus-Verlag SCY 75 110. 1975. LP (Hermann Feifel spielt Werke von Bach, Buxtehude und Haydn).